# Scotinella minnetonka
Espèce
Synonymes
- Phruronellus minnetonka Chamberlin & Gertsch, 1930

Scotinella minnetonka est une espèce d'araignées aranéomorphes de la famille des Phrurolithidae.

## Distribution
Cette espèce se rencontre aux États-Unis au Mississippi et au Wisconsin et au Canada en Ontario et au Québec,.

## Description
Le mâle holotype mesure 2,05 mm.

## Publication originale
- Chamberlin & Gertsch, 1930 : On fifteen new North American spiders. Proceedings of the Biological Society of Washington, vol. 43, p. 137-144 (texte intégral).